# IC 5366
IC 5366 је емисиона маглина у сазвјежђу Касиопеја која се налази на листи објеката дубоког неба у Индекс каталогу.
Деклинација објекта је + 52° 47' 30" а ректасцензија 23h 57m 40,0s. IC 5366 је још познат и под ознакама CED 213.